# خوسيه لايت لوبيز
خوسيه لايت لوبيز (بالبرتغالية: José Leite Lopes‏) هو عالم نووي وفيزيائي برازيلي، ولد في 28 أكتوبر 1918 في ريسيفي في البرازيل، وتوفي في 12 يونيو 2006 في ريو دي جانيرو في البرازيل.